# Gaztransport & Technigaz
Gaztransport et Technigaz (GTT) — французская компания, производитель резервуаров для хранения и транспортировки сжиженного природного газа. Компания образовалась в 1994 году в результате слияния Gaztransport и Technigaz. Штаб-квартира расположена в коммуне Сен-Реми-ле-Шеврёз департамента Ивелин региона Иль-де-Франс.

## История
После заключения в 1962 году Эвианских соглашений между Францией и Алжиром начались поиски решений, как транспортировать алжирский природный газ во Францию. В 1963 году компания Gazocean (совместное предприятие Gaz de France и NYK Line) создала дочернюю структуру Technigaz. Идея использовать для транспортировки газа мембраны, выстилающие внутреннее пространство судна была запатентована в 1964 году.
В этот же период в компании Worms et Cie велись исследования по использованию для транспортировки газа резервуаров из инвара. В 1965 году для этого была создана дочерняя компания Gaztransport.
В 1994 году произошло слияние Gaztransport и Technigaz.
В 2013 году был создан филиал в США GTT North America. В 2014 году GTT провела размещение акций на бирже Euronext Paris. В 2020 году была куплена исландская компания Marorka, а также французские компании OSE Engineering и Areva H2Gen (переименована в Elogen).

## Деятельность
Компания разрабатывает и производит криогенные мембраны для хранения и транспортировки охлаждённых газов, в частности, природного газа; мембраны применяются в судах-газовозах, плавучих терминалах, наземных и подводных газохранилищах. Наиболее распространённой маркой мебраны является Mark III; она состоит из двух барьерных слоёв, один из них — профилированные стальные листы толщиной 1,2 мм, а второй — триплекс из алюмиевой фольги, с двух сторон покрытой стекловолокном; в качестве теплоизоляции между двумя барьерными слоями используется пенополиуретан.
По данным компании, по состоянию на конец 2023 года в мире было 629 газовоза объёмом более 100 тыс. м³, из них на 511 использовали технологию GTT, включая суда классов Q-Max и Q-Flex. Таким образом, компания занимает 81 % мирового рынка, основными конкурентами являются норвежская Moss Maritime (дочерняя структура итальянской компании Saipem) и японская IHI Corporation. Основными клиентами GTT являются судостроительные компании Южной Кореи (Samsung Heavy Industries, Hyundai Heavy Industries, Hanwha Ocean, 76 % выручки) и КНР (Китайская государственная судостроительная корпорация, 15 % выручки), осуществляющие строительство газовозов.
Подразделения по состоянию на 2023 год:
- системы хранения и транспортировки сжиженного природного газа — 84 % выручки;
- системы для использования сжиженного природного газа в качестве топлива — 7 % выручки;
- водород — дочерняя компания Elogen, производящая протонообменные мембраны для получения водорода; 2 % выручки;
- услуги — 7 % выручки.

Дочерние компании расположены в Хьюстоне (США), Париже (Франция), Лондоне (Великобритания), Сингапуре, Шанхае (КНР) и Рейкьявике (Исландия).